# الظاهر (مناخة)

تعديل مصدري - تعديل

الظاهر هي إحدى قرى عزلة بني حسن وحسين بمديرية مناخة التابعة لمحافظة صنعاء، بلغ تعداد سكانها 127 نسمة حسب تعداد اليمن لعام 2004.